# Cazia
Cazia — рід грибів родини пецицові (Pezizaceae). Назва вперше опублікована 1989 року.

## Види
За даними сайту «Species Fungorum» рід Cazia містить 2 визнаних види:
- Cazia flexiascus Trappe (1989)
- Cazia quercicola Fogel & States (2002)